# 三重県道626号千草永井線
三重県道626号千草永井線（みえけんどう626ごう ちくさながいせん）は、三重県三重郡菰野町を通る一般県道である。

## 概要
三重郡菰野町大字千草から三重郡菰野町大字永井に至る。

### 路線データ
- 起点：三重県三重郡菰野町大字千草（字西江野7054-161番地先[1][2]：緑橋南交差点、三重県道577号湯の山温泉線起点）
- 終点：三重県三重郡菰野町大字永井（字曽里美1048-1番地先[1][2]：北鴨塚交差点、三重県道140号四日市菰野大安線交点、三重県道621号永井保々停車場線起点）

## 歴史
- 1959年（昭和34年）
  - 1月25日 - 認定[3]

起点：三重県三重郡菰野町大字千草
終点：三重県三重郡菰野町大字永井
  - 3月31日 - 道路区域の決定[4]
  - 5月19日 - 道路の供用開始[5]

三重県三重郡菰野町大字千草字前野653番地先から三重県三重郡菰野町大字竹成字里の内2073の1番地先を経て三重県三重郡菰野町大字永井字西畑505の1番地先まで（延長4,590.00 m）

## 路線状況

### 道路施設

#### 橋梁
- 緑橋（鳥井戸川、三重郡菰野町）

## 地理

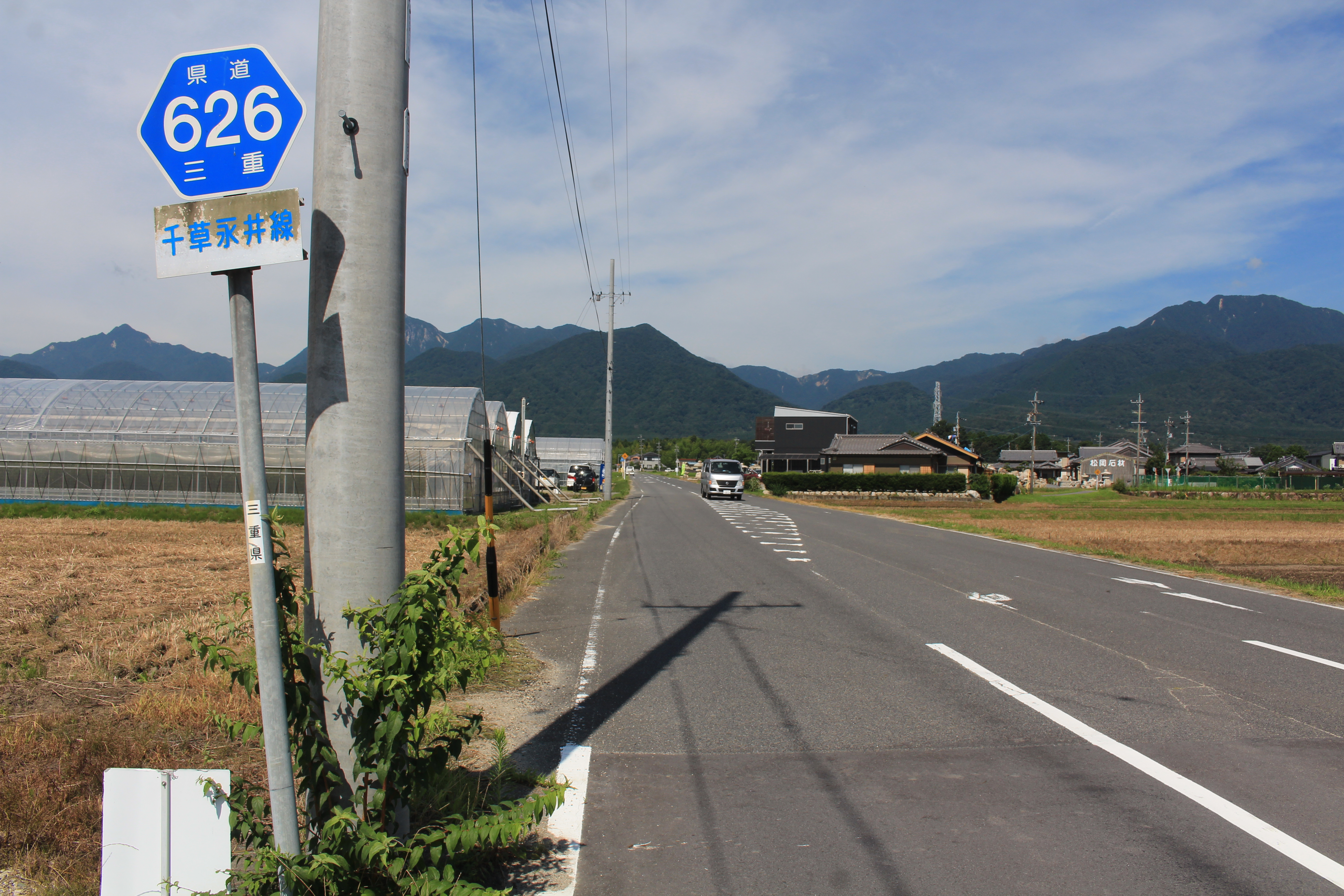
三重県道626号千草永井線、三重郡菰野町大字千草。遠景は鈴鹿山脈

### 通過する自治体
- 三重県
  - 三重郡菰野町

### 交差する道路
| 交差する道路                                                               | 交差する場所 | 交差する場所        |
| -------------------------------------------------------------------------- | ------------ | ------------------- |
| 三重県道577号湯の山温泉線                                                  | 大字千草     | 緑橋南交差点 / 起点 |
| 三重県道762号朝明渓谷線                                                    | 大字千草     |                     |
| 国道306号                                                                  | 大字千草     | 奥郷南交差点        |
| 三重県道616号田光四日市線                                                  | 大字竹成     | 竹成交差点          |
| 三重県道140号四日市菰野大安線 / ミルクロード 三重県道621号永井保々停車場線 | 大字永井     | 北鴨塚交差点 / 終点 |

### 沿線
- 近鉄湯の山線 湯の山温泉駅
- 湯の山温泉
- 御在所ロープウェイ
- 三重カントリークラブ